# ルーズベルト・スカーリット
ルーズベルト・スカーリット（英語: Roosevelt Skerrit、1972年6月8日 - ）は、ドミニカ国の政治家。現在、同国首相（在任:2004年1月8日 - ）。

## 経歴
1972年6月、ロゾーに生まれる。高校教師から、2000年1月の国政選挙に出馬し初当選。チャールズ内閣では、教育大臣（兼、スポーツ、青年問題担当大臣）を務めた。
2004年1月6日、首相のピエール・チャールズが急死。翌7日、与党ドミニカ労働党 (Dominica Labor Party, DLP) は、スカーリットを新党首に選出。ドミニカ国の首相は、名誉職的地位にある大統領によって与党党首が任命されることになっているため、翌8日の任命をもって、31歳の首相が誕生した。就任当初、国政のリーダーとしては世界最年少であった。
2009年12月18日に行われた総選挙でDLPは全21議席中18議席を獲得し、引き続き与党となった。2010年1月4日の宣誓就任式において、首相に再任された。2022年12月6日の総選挙では野党が選挙制度改革が行われなかったとして立候補者を立てずボイコットしたこともあり、無所属候補の当選者2名を除く19議席をDLPが獲得し、12月7日に首相に再任された。